# Улица Чекмарёва (Салават)
Улица Чекмарёва — улица расположена в старой части города.

## История
Застройка улицы началась в 1963 году. Улица застроена четырёхэтажными домами.

## Трасса
Улица Чекмарёва начинается от улицы Гагарина и заканчивается на  Октябрьской улице.

## Транспорт
По улице Чекмарёва ходит общественный транспорт. Движение транспорта двухстороннее.